# Маркес, Рауль
Рауль Маркес (англ. Raúl Márquez; род. 21 августа 1971, Валье-Эрмосо, Тамаулипас) — американский боксёр мексиканского происхождения, представитель полусредней, средней и первой средней весовых категорий. Выступал за сборную США по боксу в конце 1980-х — начале 1990-х годов, бронзовый призёр чемпионата мира, серебряный призёр Игр доброй воли, двукратный чемпион американского национального первенства среди любителей, участник летних Олимпийских игр в Барселоне. В период 1992—2008 годов боксировал на профессиональном уровне, владел титулом чемпиона мира по версии IBF (1997).

## Биография
Рауль Маркес родился 28 августа 1971 года в городе Валье-Эрмосо штата Тамаулипас, Мексика. В возрасте пяти лет в 1976 году вместе с семьёй переехал на постоянное жительство в США, где начал серьёзно заниматься боксом.

### Любительская карьера
Впервые заявил о себе в 1987 году, выиграв американскую юниорскую Олимпиаду.
В 1989 году одержал победу на чемпионате США среди любителей в зачёте полусредней весовой категории, вошёл в основной состав американской национальной сборной и побывал на чемпионате мира в Москве, откуда привёз награду бронзового достоинства — на стадии полуфиналов со счётом 7:13 потерпел поражение от румына Франчиска Ваштага. Принял участие в матчевой встрече со сборной СССР в Атлантик-Сити, выиграв у советского боксёра Талгата Бердибекова
В 1990 году на турнире AIBA Challenge вновь встретился с Франчиском Ваштагом и снова уступил ему. Выступил на Играх доброй воли в Сиэтле, где стал серебряным призёром — в полуфинале взял верх над советским боксёром Владимиром Ерещенко, но в решающем финальном поединке вновь проиграл румыну Ваштагу.
В 1991 году одержал победу на чемпионате США в зачёте первого среднего веса. Принял участие в матчевых встречах со сборными СССР и Кубы, проиграв Исраелу Акопкохяну и Хуану Карлосу Лемусу соответственно.
Благодаря череде удачных выступлений удостоился права защищать честь страны на летних Олимпийских играх 1992 года в Барселоне — в категории до 71 кг благополучно прошёл первых двоих соперников по турнирной сетке, однако затем в четвертьфинале со счётом 12:16 проиграл представителю Нидерландов Орхану Делибашу.

### Профессиональная карьера
Вскоре по окончании Олимпиады Маркес покинул расположение американской сборной и в октябре 1992 года успешно дебютировал на профессиональном уровне. В течение пяти лет одержал 25 побед, не потерпев при этом ни одного поражения, в том числе завоевал титул чемпиона USBA в первом среднем весе.
Поднявшись в рейтингах, в 1997 году стал официальным претендентом на вакантный титул чемпиона мира по версии Международной боксёрской федерации (IBF). Победил другого претендента Энтони Стивенса техническим нокаутом в девятом раунде и забрал чемпионский пояс. Впоследствии сумел дважды защитить этот титул, после чего во время третьей защиты уступил его мексиканцу Луису Рамону Кампасу.
Выиграв два рейтинговых поединка, в июле 1999 года Маркес встретился с непобеждённым американским чемпионом IBF в первом среднем весе Фернандо Варгасом, тем не менее, не смог оказать ему серьёзного сопротивления и потерпел поражение техническим нокаутом в одиннадцатом раунде.
В феврале 2003 года боксировал с другим именитым американцем Шейном Мозли — бой был остановлен в третьем раунде и признан несостоявшимся из-за непреднамеренного столкновения головами и открывшегося сильного рассечения.
В июне 2004 года вышел на ринг против непобеждённого на тот момент Джермейна Тейлора — на кону стоял титул чемпиона Континентальной Америки в среднем весе по версии Всемирного боксёрского совета (WBC). Тейлор значительно превосходил противника по количеству и качеству ударов, боксируя на средней дистанции. Маркес уступал ему в росте и в скорости, и не мог сократить дистанцию. В конце 9-го раунда Тейлор провёл несколько серий хуков в голову. Маркес пытался уклоняться от них, но не выдержал натиска и опустился на пол. Он поднялся на счёт 3. После окончания счёта прозвучал гонг. Тренер Маркеса сообщил рефери об отказе продолжать бой. Тейлор победил техническим нокаутом.
Выиграв ещё несколько поединков, в июне 2008 года Рауль Маркес встретился непобеждённым доминиканцем Джованни Лоренцо — победитель этого противостояния должен был стать официальным претендентом на титул чемпиона IBF в среднем весе. Боксёры преодолели всю дистанцию в 12 раундов, в итоге судьи единогласным решением с одинаковым счётом 114—113 отдали победу Маркесу.
Получив статус официального претендента, спустя несколько месяцев Маркес отправился в Германию боксировать с действующим чемпионом IBF Артуром Абрахамом, для которого эта защита была уже восьмой по счёту. Абрахам победил досрочно в связи с отказом от продолжения боя в шестом раунде и сохранил за собой чемпионский пояс. Макрес, которому на тот момент было уже 37 лет, после этого поражения принял решение завершить карьеру профессионального боксёра.